# Pygostolus multiarticulatus
Pygostolus multiarticulatus är en stekelart som först beskrevs av Julius Theodor Christian Ratzeburg 1852.  Pygostolus multiarticulatus ingår i släktet Pygostolus och familjen bracksteklar. Inga underarter finns listade i Catalogue of Life.